# الإرهاب والمصادر المائية

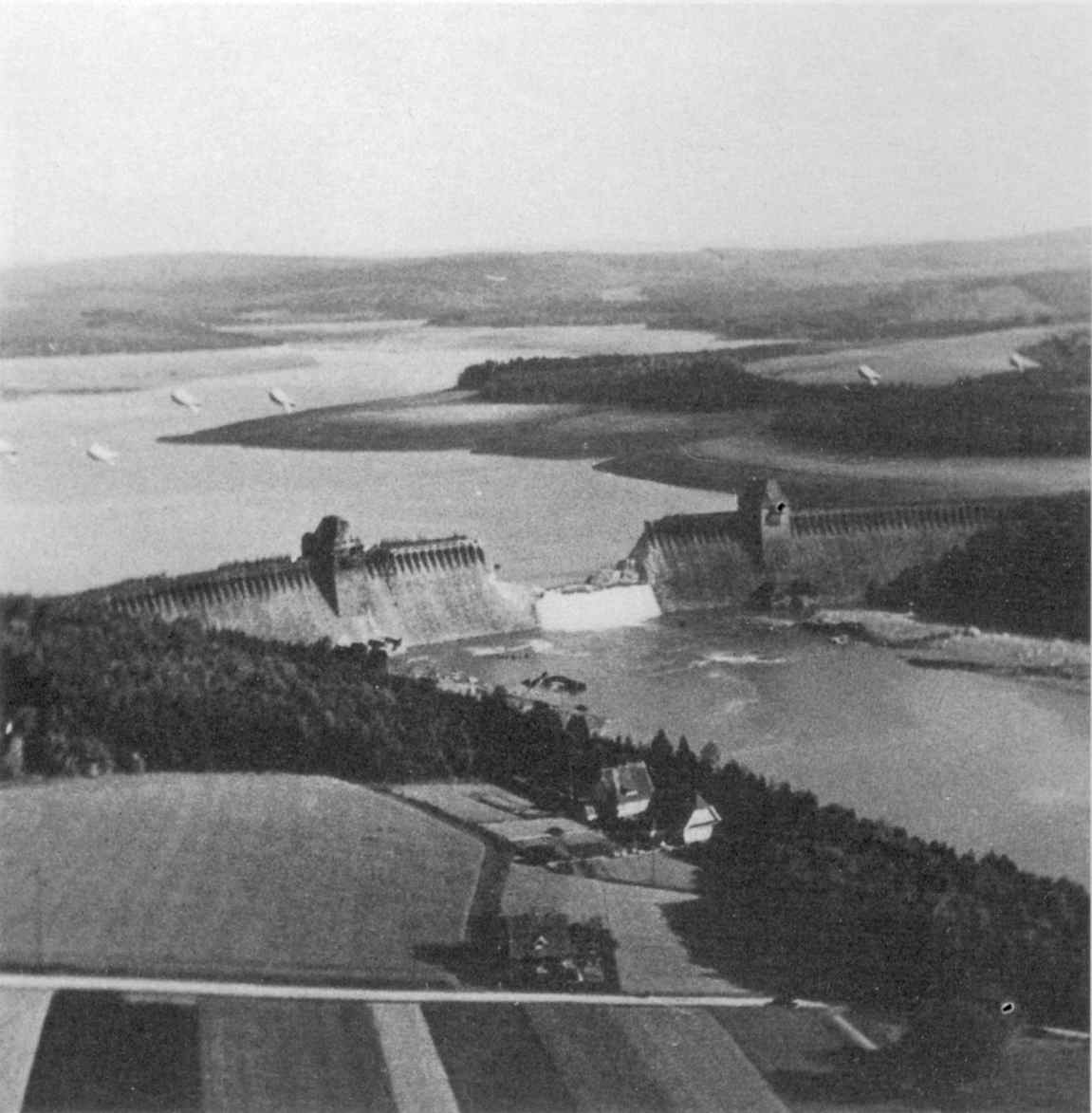

يَتمثَّل الإرهاب الذي يُهدِّد المصادر المائيّة بِالأعمال التَّخريبية المُتعمَّدة التي تَمس أحد أنظِمة المَصادر المائيّة. من المُمكن أن يكونَ هذا الاعتداء على المصادر المائِيّة بعدِّة صور، مِثل الصِراعات والحُروب الكيميائية والبَيُولوجيّة، بالإضافة إلى الاعتداءات على البُنى التَحتية. تم ارتكاب هذه الاعتداءات على مرِّ تاريخ الحروب والإرهاب على المصادر المائيّة من قِبَل الجماعات والأحزاب السياسية المختلفة بهدف نشر الرعب، التسبب في القحط والجفاف، أو حتى التسبب في الوَفيّات.

## الهَجَمات الكيميائية والبيولوجيّة

### أمثلة
في عام 1984، قامت مجموعة من أفراد طائِفة الراجنيشي الدينية (Rajneeshee) بتلويث خَزّان المياه الذي يمدّ المياه إلى مدينة دالس في ولاية أوريجون (Dalles, Oregon)  الأمريكية بجُرثومة السالمونيلا (Salmonella)، ممَّا أدّى إلى إصابة 750 مواطن.
في عام 1992، قام أفراد من حِزب العُمّال الكُردستاني بزَرع جُرعات ذَات تركيزاتٍ قاتلة من سيانيد البوتاسيوم (Potassium  cyanide)  في خزّانات المياه الخاصّة بمُجمّعٍ تابع للقوّات الجوية التُركية، وحَصل هذا الاعتداء في مدينة إسطنبول التركية.
في عام 2000، قامَ عُمّال في مصنع سيلاتيكس للكيماويات الواقع شماليّ فرنسا بِالتخلُص من 5000 لتر من حِمض الكبريتيك في أحد روافد نهر موس (Meuse River)، اعتراضا على رفض اعطائهم الفوائد المترتبة على العمل في ذلك المصنع.
أيضا في عام 2000، قامت شرطة كوينزلاند (Queensland Police)  باعتقال رجل نَتيجةً لاستخدامه جهاز حاسوب بالإضافَة إلى ناقِل من مذياع هادفاً إلى السَيطرة على محطة ماروشي شاير لِلتنقية ومن ثُمَّ إطلاق المياه العادمة في المُتنزَّهات، الأنهُر وملكيّات أُخرى مُختلفة.

### التهديدات التي يُشكِّلها حِمض الليسرجيك ديثيلاميد (LSD)  على المصادر المائِية
بغضِّ النظر عن حقيقة أنَّهُ مِن المُستبعد وغيرِ العملي أن يتمَّ تسبيب أثر على النطاق الكبير، إلا أنَّه في ستّينيات القرن العشرين تم توجيه الكثير من الاهتمام إلى نظرية قُدرة الحركات والأفراد الداعمين للثقافات التَحرُرِية القيام بتلويث وتسميم مُدنٍ كاملة باستخدام جُرعة صغيرة من حمض الليسرجيك ديثيلاميد يتم وضعها في مصادر المياه.
في التاسع عشر من شهر مارس في عام 1966، قامت مؤسسة لندن لايف (London Life) بإجراء مقابلة تزعُم فيها بإمكانية أي شخص حيازة السيطرة على مدينة لندن خلال فترة زمنية لا تتجاوز الثماني ساعات، ويكون ذلك من خلال وضع الحمض في نِظام المياه والرَي. حيثُ صرّح د.دونالد جونسون:(Dr. Donald Johnson)«إنّه من المُجدي أن يتمَّ استخدام حمض الليسرجيك ديثيلاميد (LSD) لِحيازة السيطرة على مدينة أو حتى دولٍ كاملة. أنا أؤمن أنَّهُ إذا تمَّ وضع الحمض في خزّانات المياه، سيكونُ ذلك كافياً لإعاقة السُكّان بشكلٍ كافٍ لأي عدو لحيازة السيطرة.»
في نوفمبر من العام 1966, قامت مجلة فيو (Vue magazine) بإصدار «لماذا توجب عليهم حظر حمض الليسرجيك ديثيلاميد». حيثُ صرَّح الكاتب دبليو إتش كار (WH Carr) أنَّ «بضعة أونصات من الحمض يتم إلقاؤها في مصادر المياه، قادرة على التأثير على الملايين.»
قامت آبي هوفمان (Abbie Hoffman)  المساندة للثقافة التحررية بالتهديد بأنَّها ستقوم بوضع حمض الليسرجيك ديثيلاميد في مصادر المياه التابعة لشيكاغو، اعتراضاً على حرب فييتنام خلال المؤتمر الخاص بالحِزب الديموقراطي الأمريكي.

## هجَمات استهدفت البُنى التحتية والمَصادر المائيّة

### تاريخياً
في عام 1999، في دولة زامبيا وتحديدا في مدينة لوساكا (Lusaka). تسبَّبَ انفجار قُنبلة في تدمير الخَط الرئيسي الناقل للمياه، مِمّا أدّى إلى قطع المياه عن ثلاثة ملايين نسمة تسكُن تلك المنطقة.
في عام 2001، تسبَّبت النِزاعات بين الألبانيين المُتعصّبين عِرقياً والقُوّات المقدونية بقطع المياه الواصلة إلى منطقة كومانوفو (Kumanovo)  لمدة 12 يوم. حيثُ قُدِّر التعداد السكّاني في حينه بما يقارب 100.000 نسمة.
في منطقة بوغوتا (Bogota)، قامت القوات الكولومبية الثَورية المُسلّحة بتفجير قنبلة بِداخل نفق في سدّ شينجازا الذي يقوم بتزويد معظم المياه المُستخدمة في المنطقة.
تبنَّت حركة تحرير الأرض (Earth Liberation Front)  عملية زرع أربعة عُبوات حارقة في محطة الضَخ التابعة لِمصنع تعبئة للمياه في ولاية ميشيغان (Michigan State). جاءَ ذلك اعتراضاً على الادعاء بأن شركة آيس ماونتن لتعبئة المياه تقوم بسرقة المياه بِهدَف الربح.
في عام 2003، اعتقلت السُلطات الأردنية عُملاء عراقيين على صلة مباشرة بالمحاولة الفاشلة التي استهدفت جُنود أمريكيين  متمركزين في شرقيّ الصحراء الأُردنية بالقرب من الحدود الأردنية-العراقية. تمثّلت العملية بِمحاولة تسميم مصادر المياه التي تُغذّي القاعدة الأمريكية.
في عام 2006، قام ثُوّار تاميل تايجير (Tamil Tiger)  بقطع المياه عن قُرى مُدارة مِن قِبَل الحُكومة في الشمال الشرقيّ مِن دولة سريلانكا. نَظّمت الحكومة السريلانكية عِدّة هجمات على الخزّان، معلنةً أن أفعال تاميل هي أفعال إرهابية.

## أمثلة مِن الثقافة الشعبية
- في كِتاب مَهد القط (Cat’s Cradle)  الذي تَم نشرُه في عام 1963 للكاتب كيرت فونيجوت (Kurt Vonnegut)، تقوم الأحداث بوصف مادة كيميائية خيالية قادرة على تجميد المياه على درجات حرارة طبيعية (درجة حرارة الغُرفة) مما يؤدي بالنهاية إلى تدمير العالم.
- في فيلم توكسيدو (The Tuxedo)، من بطولة الممثل جاكي تشان(Jackie Chan), تظهر شخصية شرّيرة لشخصٍ متعطّش للنفوذ ويمتلك شَرِكة لتعبئة المياه. يحاول هذا الشرير تدمير المَصادر المائية الطبيعية بهدف إجبار الجميع على شراء وشرب منتجاته.
- في فيلم بِداية باتمان (Batman Begins)، تَظهر مُحاولة إرهابية لتدمير نِظام مائي مِن خِلال تلويثه باستخدام مُهلوسات تنتقل بالبُخار.
- تدُور أحداث فيلم ووتربورن (Waterborne)  في المرحلة ما بعد هجوم بيولوجي على مخزون المياه الخاصّ بمدينة لوس أنجيليس (Los Angeles).
- في فيلم ف فور فينديتا (V For Vendetta)  الذي تم إصداره في عام 2006، يتم تصوير تورُّط أفراد فاسِدين متنفّذين من الحكومة في عملية تلويث مَخزون المياه الخاصّ بمدينة لندن.
- في الجزء السادس من لعبة الفيديو فاينال فانتاسي (Final Fantasy VI)  التي تَمَّ إصدارُها في العام 1994، يتِمُّ تصوير حصار واقع على مملكة دوما الخيالية من قِبل جُنود جيش إمبراطورية جيستاهليان (Gestahlian). يتم كسر الحصار مِن خلال وضع سُمّ قاتل في مصدر دوما للمياه من قبل كيفكا بالازو (Kefka Palazzo). بِالإضافة إلى كسر الحصار، يؤدي وضع السم إلى قتل معظم سُكّان مملكة دوما.